# Andreas Ihle
Andreas Ihle, född den 2 juni 1979 i Bad Dürrenberg, Tyskland, är en tysk kanotist.
Han tog OS-guld i K-4 1000 meter i samband med de olympiska kanottävlingarna 2004 i Aten.
I samband med de olympiska kanottävlingarna 2008 i Peking tog han OS-guld i K-2 1000 meter.
Han tog OS-brons på samma distans i samband med de olympiska kanottävlingarna 2012 i London.